# La Bellevilloise
 (février 2016).
Si vous disposez d'ouvrages ou d'articles de référence ou si vous connaissez des sites web de qualité traitant du thème abordé ici, merci de compléter l'article en donnant les références utiles à sa vérifiabilité et en les liant à la section « Notes et références ».

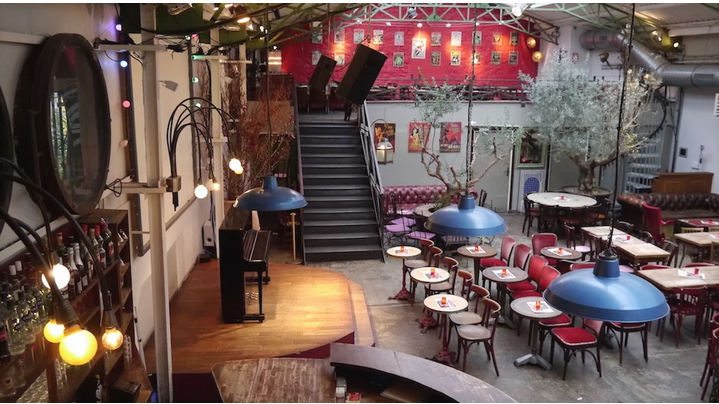
Intérieur.

La Bellevilloise est une salle de concert, d'expositions et de réunion, située aux 19-21, rue Boyer dans le 20e arrondissement de Paris. Elle est riche d'une histoire ancienne qui l'ancre dans la mémoire ouvrière.

## Historique

### Une coopérative ouvrière de consommation
Elle est fondée le 21 janvier 1877 par des ouvriers mécaniciens inspirés par le proudhonisme, avec pour devise « achat direct au producteur, vente directe au consommateur ». C'est à la fois un lieu d’action sociale et d’activité syndicale et politique. Elle compte jusqu’à 14 000 membres et tint 40 magasins de proximité ou spécialisés (boucherie, pharmacie…).
Créée à l’initiative d’ouvriers bellevillois, elle fonctionne jusqu’à sa faillite en 1936, conséquence de difficultés économiques aggravées par la chute de la Banque ouvrière et paysanne (BOP). Néanmoins, certaines activités se prolongent jusqu’en 1939.
Ses débuts sont modestes : un petit dépôt d’épicerie, situé au 10, rue Henri-Chevreau, ouvert deux soirs par semaine. Puis son succès est tel qu’elle connaît un développement rapide. Elle propose à ses adhérents des produits de consommation courante (pain, viande, charcuterie, épicerie, charbon, ameublement, habillement) à prix réduit ; les achats en grosses quantités auprès des producteurs, souvent des coopératives ouvrières de production, et la limitation des marges lui permettent de toucher une large clientèle qu’elle associe aux bénéfices de l’entreprise : en 1912, elle compte 9 000 sociétaires, réalise 5 millions de francs de chiffre d’affaires annuel et dispose de plusieurs dizaines de magasins de vente, ou « répartitions », dans les 19e et 20e arrondissements ; en 1929, elle compte 15 000 sociétaires.
Très liée au mouvement ouvrier, la Bellevilloise combat les tendances « neutralistes » existant au sein du mouvement coopératif français. Elle est notamment un élément très actif, avant le Pacte d’unité coopérative de 1912, de la Bourse des coopératives socialistes. À partir de 1900, sa prospérité commerciale lui permet de financer diverses œuvres sociales très actives. Elle ajoute alors à sa vocation consumériste une mission éducatrice et sociale.

### Un centre social et culturel
L’action sociale de la Bellevilloise repose sur : 
1. le patronage laïque : ayant pour mission « de soustraire les enfants, garçons et filles, […] aux mauvaises fréquentations de la rue, en leur créant un centre d’éducation et de distraction les dimanches, et en leur permettant de suivre divers cours existants » ; il propose aux jeunes âgés de 8 à 16 ans, le jeudi et le dimanche, des promenades, des jeux, des cours de solfège, de chant, d’instruments de musique, des cours d’anglais, de la culture physique, de la couture… On y fait aussi des conférences publiques, à caractère éducatif, qui, après le passage de la direction de la Bellevilloise des socialistes aux communistes en 1924, sont davantage engagées politiquement. C’est aussi à cette époque que le cinéma fait son entrée au patronage. À la campagne, le château d’Automne (près de Meaux, Seine-et-Marne) peut recevoir, pour un prix modique, des enfants en colonie de vacances ou « les adultes bellevillois, fatigués ou convalescents, ayant besoin de repos et d’air pur » ;
2. l’université populaire de la Semaille : dès 1909, la coopérative héberge et subventionne l’université populaire La Semaille, créée à Belleville en 1900. Celle-ci met à la disposition des coopérateurs une bibliothèque particulièrement riche et éclectique, donne des conférences gratuites et des cours, organise des sorties, anime un club scientifique ouvrier ;
3. le cinéma de la Bellevilloise. À partir de 1930, elle propose un cinéma, Le Bellevillois, au 25 rue Boyer (dans la Salle Lénine) qui, dans sa programmation, est à la fois une salle d’avant-garde qui projette des productions allemandes comme La Rue sans joie de Georg Wilhelm Pabst ou Les Espions de Fritz Lang, un cinéma militant qui passe des films de propagande, comme La vie est à nous de Jean Renoir (projeté en avant-première le 7 avril 1936) ou des films soviétiques (dont Le Cuirassé Potemkine et La Ligne générale le 20 décembre 1934), et un cinéma de quartier où l’on va en famille voir des comédies[1] ;
4. la musique et le théâtre : le goût pour la pratique musicale est alors très répandu dans les milieux populaires et la Bellevilloise subventionne plusieurs groupes musicaux amateurs. Ainsi, l’Harmonie bellevilloise est une formation de cuivres, d’environ 80 exécutants, qui apporte son concours aux fêtes de la Bellevilloise et aux manifestations d’entraide ouvrière. La Symphonie bellevilloise, formation d’instruments à cordes, bois et cuivres, donne des soirées musicales classiques. Il existe aussi une chorale mixte d’adultes (65 membres) et une chorale enfantine mixte (60 enfants). En marge de cette pratique amateur, la Semaille organise des soirées d’initiation musicale, au cours desquelles des professionnels de bon niveau viennent présenter les œuvres des maîtres classiques ou de musiciens contemporains, comme Francis Poulenc qui vient jouer lui-même ses compositions. Par ailleurs, l’activité de la Muse bellevilloise (ou Groupe théâtral de la Bellevilloise) témoigne de la prise de conscience qu’il faut faire « une propagande sociale complétant la réunion publique qui ne convient pas toujours aux familles. La réunion ne touche que les hommes, le théâtre touche hommes, femmes et enfants ». Son répertoire est essentiellement constitué de pièces à caractère social ou comiques.

### La santé et la solidarité
En juillet 1905, la Bellevilloise crée une société de secours mutuel, la Solidarité mutuelle des coopérateurs de la Bellevilloise, exclusivement réservée à ses adhérents. Celle-ci gère d’abord une pharmacie, puis, à partir de 1913, un puis plusieurs dispensaires. Des médecins du quartier, agréés par la coopérative, y donnent des consultations gratuites, aussi bien de médecine générale que d’ORL, de soins dentaires, électroradiologie, gynécologie-obstétrique, ophtalmologie, etc. Les dispensaires assurent aussi des soins courants (vaccination, piqures, prises de sang, pointes de feu, pansements…) ou plus sophistiqués (rayons ultraviolets, ondes courtes, hautes fréquences, ionisation, « plage artificielle »…).
La solidarité constitue une part importante de l’activité sociale de la Bellevilloise : caisse de prêt gratuit aux sociétaires, caisse de secours ou de solidarité, caisse de décès, secours en médicaments… Elle soutient aussi par des subventions de très nombreuses œuvres extérieures, et aussi les grévistes par des distributions gratuites de pain et de lait ou par des « soupes communistes ».

### Un haut lieu du militantisme ouvrier
La « forteresse coopérative », comme on l’a appelée, a été aussi un instrument de socialisation politique, participant activement à la lutte des classes. Servant de soutien logistique, elle ouvrait largement ses salles aux manifestations des organisations ouvrières de diverses obédiences, puis, à partir des années 1920, principalement communistes : permanences, réunions internes, fêtes, meetings, congrès… Elle soutenait aussi les initiatives déployées hors ses murs, se chargeant souvent de l’intendance et de l’animation musicale.
La Bellevilloise devint Maison du peuple en 1910. Elle abritait plusieurs salles de réunions dont la salle Jaurès et la salle Babeuf, une bibliothèque, un café… et accueillait de multiples activités dont une université populaire. Le Congrès socialiste de Paris, présidé par Louis Héliès, se tient dans la salle Jean-Jaurès en août 1910. La Ligue du droit des femmes y organise le 26 avril 1914 un scrutin en faveur du vote féminin. Le VIIe congrès du PCF s’y déroule à partir du 11 mars 1932. 
Le 24 mai 1924, elle passa sous la direction du PCF. 

### La «Maison du peuple» de la rue Boyer
En 1908-1910, la Bellevilloise édifie sa « Maison du peuple », aux nos 19-21 de la rue Boyer, confiée à l’architecte Emmanuel Chaine, dans l’esprit de la Maison du peuple de Victor Horta, à Bruxelles. Ce vaste ensemble de locaux, en béton armé et remplissage de briques avec ornementation de mosaïques et de céramique émaillée, accueille sur deux étages très hauts de plafond un grand magasin de vente au public, des bureaux administratifs, ainsi qu’un café, une salle de répétition, des salles de réunion ; au premier étage, une salle des fêtes de près de 500 m2 (la salle Jean-Jaurès) accueille les nombreuses fêtes et manifestations publiques que la Bellevilloise organise régulièrement.
En 1927, à l’occasion de son 50e anniversaire, la Bellevilloise la complète, au 25, rue Boyer, par un immeuble de deux étages, de même gabarit, au fronton décoré de la faucille et du marteau (la direction de la coopérative est alors communiste) ; ce nouveau bâtiment abrite notamment une grande salle de spectacle (la salle Lénine) qui peut accueillir jusqu’à 500 personnes. Elle devient au début des années 1930 un cinéma public : Le Bellevillois.
Pendant près de soixante ans, la Bellevilloise a joué un rôle déterminant dans la vie économique et sociale de l’est parisien. Au-delà de son action idéologique qui en constitue aussi une caractéristique forte, elle a contribué à améliorer la vie matérielle et morale des plus modestes. Dans les quartiers de l’est parisien éloignés des centres intellectuels et culturels de la capitale, encore mal intégrés, elle a développé des fonctions d’éducation et d’animation étonnamment larges, allant du patronage à l’université populaire, en passant par les colonies de vacances, les dispensaires, les soirées récréatives et musicales. Chacun pouvait faire avec la Bellevilloise l’expérience de la solidarité ouvrière.

### La salle de spectacle
Le 9 septembre 2006, Renaud Barillet, Fabrice Martinez et Philippe Jupin ouvrent à nouveau la Bellevilloise au public. C’est aujourd’hui un des principaux lieux parisiens indépendants d’activités artistiques, festives et évènementielles, pour le public et les médias.

## Pendant la Seconde Guerre mondiale
Le parti collaborationniste de Marcel Déat, le Rassemblement national populaire s’y installe pendant l’Occupation. À la suite de la rafle du Vél d'Hiv en juillet 1942, des Juifs y ont été parqués, avant d'être envoyés dans les camps de la mort, sous la surveillance de policiers français (certains ont laissé des jeunes s'échapper de la Belleviloise, en détournant le regard). En 1943, une autre rafle a vu des Juifs, même des enfants et des personnes âgées, parqués dans la Bellevilloise.

## Fin du XXesiècle
Au 25 rue Boyer, l'ancienne salle Lénine transformée en le cinéma Le Bellevillois au début des années 1930 est repris par des exploitants indépendants jusqu'en 1956. Le lieu prend d'abord le nom « Les Étoiles », puis le nom « Le Stella ». Il devient ensuite une cantine d'entreprise, puis une école de théâtre gérée par Niels Arestrup.

## De nos jours
Depuis sa réouverture, la Bellevilloise consacre aujourd’hui plus de 2 000 m2 à toutes les formes d’expression et d’expérimentations : démarches artistiques innovantes, nouvelles pratiques culturelles et sociales, présentations, mais aussi médiatisations festives. Concerts, spectacles, expos, projections, défilés, mais aussi club et café, la Bellevilloise s’ouvre à tous les publics.
Au no 23, un ancien local de la Bellevilloise, transformé en usine de maroquinerie de 1946 à 1997, devient salle de spectacles, La Maroquinerie, accompagnée d'un café littéraire et d'un restaurant.
Au no 25, le Solaris, en lieu et place de l'ancienne Salle Lénine, est ouvert depuis 2018 pour des tournages et prises de vues ainsi que des événements privés. Le lieu laissé à l'abandon pendant plus de vingt ans a séduit Julien Courtois. Après avoir décroché le bail en 2018, il s'est adonné à le réhabiliter avec en tête de faire revivre son héritage artistique. Cyprien Chabert a contribué à ajouter des touches contemporaines à la salle, notamment des gravures sur vitres. Aujourd'hui le Solaris se privatise pour des événements B2B, des prises de vues, ou encore des mariages avec une capacité d'accueil de 200 personnes.
La scène finale du film Le code a changé, de Danièle Thompson, a été tournée à la Bellevilloise.
L'esprit de la Bellevilloise semble[Selon qui ?] avoir été repris par Le Lieu-dit.

## Artistes ayant joué à la Bellevilloise
- Amadou et Mariam
- Ariel Wizman
- Astonvilla
- Ai Que Bom
- Barbara Carlotti
- Bonga
- Charlélie Couture
- Cocoon
- Contradanza
- Danyèl Waro
- David Krakauer
- De Palmas
- Dirty Dozen Brass Band
- Édouard Baer
- Ernest Ranglin
- Fakear
- François Morel
- Goldlink
- Hindi Zahra
- Hugh Coltman
- Jaqee
- Jason Mraz
- Jeanne Cherhal
- Keren Ann
- La Caravane Passe
- La Yegros
- Lokua Kanza
- Louise Attaque
- Marx Sisters
- Mos Def
- Pauline Croze
- Pharoahe Monch
- Questlove
- Rachid Taha
- Raphael Saadiq
- Renaud
- Run The Jewels
- Sanseverino
- Syd Matters
- The Do
- The Hoosiers
- Yael Naïm
- Kim Woojin